# 片瀬まこ
片瀬 まこ（かたせ まこ、1983年8月22日 -  ）は、日本の元AV女優。

## 略歴
東京都出身。2005年9月に『Virgin Love』でメディアステーション専属女優としてAVデビュー。2006年12月に『セル初×ギリギリモザイク ギリギリモザイク』でエスワンよりセルデビュー。2008年7月に公式ブログにて引退を宣言。

## 作品

### アダルトビデオ
- Virgin Love（9月23日、宇宙企画）
- Pretty Kiss（10月28日、宇宙企画）
- Venus Style（11月20日、宇宙企画）
- NAKED（12月18日、宇宙企画）

- キャンペーンガール（1月22日、宇宙企画）
- あぶない! まこ先生（2月12日、宇宙企画）
- ソープの女神さま（3月26日、宇宙企画）
- ヌキヌキ ホスピタル（4月16日、宇宙企画）
- リアルAV女優（5月26日、宇宙企画）
- 世界でイチバン抜ける騎乗（6月23日、宇宙企画）
- 猥褻MAX（7月28日、宇宙企画）
- 堕天使X（8月25日、宇宙企画）
- 堕天使X 完全版 片瀬まこ（9月29日、宇宙企画）
- ベストセレクション 片瀬まこ 1（10月27日、宇宙企画）
- ベストセレクション完全版2 片瀬まこ（11月24日、宇宙企画）
- セル初×ギリギリモザイク ギリギリモザイク（12月7日、エスワン）
- 片瀬まこが選ぶ気持ち良かったSEXベスト10 完全版（12月29日、宇宙企画）

- ギリギリモザイク まこのセックスじっくり見せてあげる（1月7日、エスワン）
- ギリギリモザイク ネットリ濃厚セックス（2月7日、エスワン）
- ダブルCA×ギリギリモザイク パコパコ航空 VIP専用機でイク! 片瀬まこ×宮路ナオミ（3月19日、エスワン）共演:宮路ナオミ
- ギリギリモザイク 6つのコスチュームでパコパコ!（4月7日、エスワン）
- ハイパーギリギリモザイク 特殊浴場TSUBAKI 貸切入浴料1億円（5月3日、エスワン）共演:蒼井そら、麻美ゆま、吉沢明歩、穂花、小川あさ美、伊沢千夏、果梨、西野翔、遥めぐみ、美優千奈、MO☆MO  ※AV OPEN 2007エントリー作品
- ギリギリモザイク SEX ON THE BEACH～南の島でパコパコ!（5月7日、エスワン）
- ギリギリモザイク バコバコ乱交31（6月7日、エスワン）
- ハイパー×ギリギリモザイク ハイパーギリギリモザイク（7月19日、エスワン）
- ギリギリモザイク もっと激しく、激しく突いて（8月7日、エスワン）
- ギリギリモザイク 絶頂!イキまくり潮吹きFUCK（9月19日、エスワン）
- ギリギリモザイク 潮吹き女教師Wバコバコ乱交（10月7日、エスワン） 共演:小川あさ美
- ギリギリモザイク ザーメン大乱交（11月7日、エスワン）
- まこ先生の誘惑授業（12月1日、アイデアポケット）
- ハイパー×ギリギリモザイク 特殊浴場TSUBAKI8時間（12月7日、エスワン）共演:蒼井そら、麻美ゆま、伊沢千夏、小川あさ美、果梨、西野翔、遥めぐみ、穂花、美優千奈、MO☆MO、吉沢明歩

- DIGITAL CHANNEL（1月1日、アイデアポケット）
- プレミアム・ビューティー W大量潮吹き132連発4時間スペシャル（2月7日、プレミアム）共演:西野翔
- 放尿、潮吹き142連発スペシャル!（3月7日、プレミアム）
- BLACK FUCK（4月1日、アイデアポケット）
- 100発の精子飲む（5月1日、アイデアポケット）
- 片瀬まこのワレメ。初ハイパンスペシャル（6月7日、プレミアム）
- 片瀬まこ 生中出しスペシャル（7月7日、プレミアム）
- しみけんのプライベート7FUCK 2（8月1日、アイデアポケット）他出演:上原優実、南波杏、綾瀬しおり、星美織、さとうはるな、京野明日香

- 人妻ひざ枕 / 奥までほじって（12月3日、コンマビジョン）他出演:吉行由実

### ビデオ
- 釘師キョウコ～直径11ミリの攻防～（2007年）主演
- 監禁夫婦 ～夫の目前で果てる妻～（2008年）主演

### テレビ
- 桃のふくらみ #54（MONDO TV）